# Ernest Saint-Charles Cosson
Ernest Saint-Charles Cosson (París, 22 de juliol de 1819 – París, 31 de desembre de 1889) va ser un botànic francès.
Es va doctorar en l'especialitat de cirurgia (1847). Cosson és conegut principalment pels seu treball botànic fet al Nord d'Àfrica, va fer 8 expedicions a Algèria, també estudià la flora de Tunísia. El 1863 va ser elegit president de la Société botanique de France, i de 1873 a 1889, va ser membre de l'Académie des sciences.
Junt amb Jacques Nicolas Ernest Germain de Saint-Pierre (1815–1882), publicà la influent obra Atlas de la Flore des Environs de Paris.

## Algunes obres
- Atlas de la flore des environs de Paris ou illustrations de toutes les espèces des genres difficiles et de la plupart des plantes litigieuses de cette région, 1845
- Introduction à la Flore d'Algérie, etc. (amb Michel Charles Durieu de Maisonneuve), 1854.
- Rapport sur un Voyage botanique en Algérie, de Philippeville à Biskra et dans les Monts Aurès, 1856.[3]
- Instructions sur les observations et les collections botaniques à faire dans les voyages, 1872
- Note sur le projet de création en Algérie d'une mer dite intérieure, 1880
- Forêts, bois et broussailles des principales localités du Nord de la Tunisie explorées, 1883.[4]